# Малий Таушкан
Малий Таушка́н (рос. Малый Таушкан) — присілок у складі Сухолозького міського округу Свердловської області.
Населення — 22 особи (2010, 23 у 2002).
Національний склад населення станом на 2002 рік: росіяни — 100 %.